# Pandag
Pandag is een gemeente in de Filipijnse provincie Maguindanao op het eiland Mindanao. Bij de laatste census in 2007 had de gemeente bijna 21 duizend inwoners.

## Geschiedenis
De gemeente Pandag is ontstaan door afsplitsing van 8 barangays van de gemeente Buluan. De wetgeving op basis waarvan deze gemeente is ontstaan is op 30 december 2006 goedgekeurd middels een volksraadpleging.

## Geografie

### Bestuurlijke indeling
Pandag is onderverdeeld in de volgende 8 barangays:
| - Kabuling - Kayaga - Kayupo - Lepak - Lower Dilag - Malangit - Pandag - Upper Dilag |